# .gg
.gg為英國王室屬地根西島國家及地區頂級域（ccTLD）的域名。不少電子遊戲網站註冊.gg網域。

## 在电子游戏中的使用
众多电子游戏和电子竞技网站使用该域名，因为“GG”是多人游戏中常用的缩写"Good Game"，通常在比赛结束时出现。明显落败的一方会打出“GG”来向对方认输，胜方通常亦会回敬“GG”来表示游戏结束及精彩的游戏。其中一個著名例子是面向遊戲玩家的通訊軟體Discord（discord.gg）。

## 二級域名
名稱主要直接在二級註冊，不过以下遺留的子域仍然開放註冊：
- .co.gg: 商業/個人域名
- .net.gg: 互聯網服務供應商及商業
- .org.gg: 組織機關（免費為當地公益事業服務）